# 弗雷坦
弗雷坦（法語：Fréthun，法語發音：[fʁetœ̃]）是法国上法蘭西大區加来海峡省的一个市镇，属于加来区。

## 地理
弗雷坦（50°55'1"N, 1°49'29"E）面积7.92 平方千米，位于法国上法蘭西大區加来海峡省，该省份为法国北部沿海省份，西北濒北海，南至索姆省，东临北部省。
与弗雷坦接壤的市镇（或旧市镇、城区）包括：科凯勒、涅勒莱加来、博南格莱加来、阿姆-布克尔。
弗雷坦的时区为UTC+01:00、UTC+02:00（夏令时）。

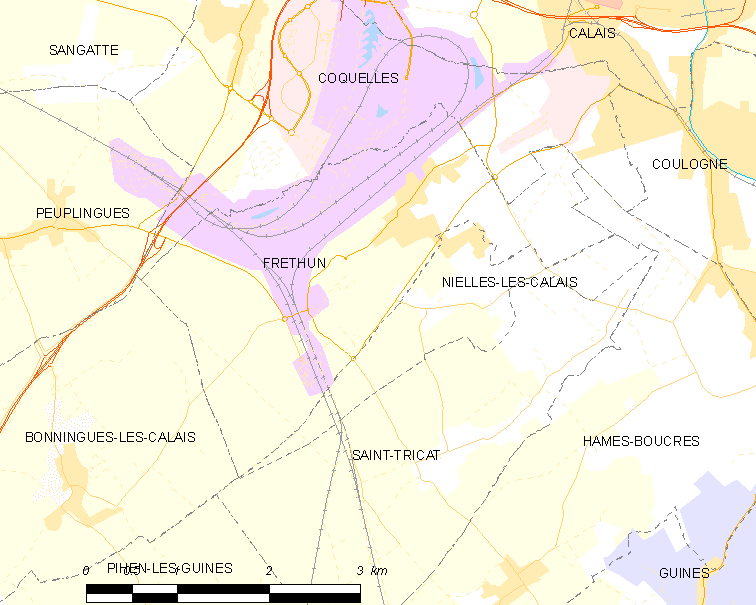
弗雷坦的OSM定位图

## 行政
弗雷坦的邮政编码为62185，INSEE市镇编码为62360。

## 政治
弗雷坦所属的省级选区为加来第一县。

## 人口

1962-2008年间弗雷坦人口变化图示

弗雷坦于2022年1月1日时的人口数量为1393人。